# 438R
438R – czteroosiowy wagon cysterna do przewozu kwasu solnego.

## Historia

### Tło historyczne
Kwasy są bardzo ważnym surowcem używanym w przemyśle, jednakże ze względu na swoje właściwości są kłopotliwe w transporcie. Ze względu na bezpieczeństwo przewóz drogowy jest niemożliwy. Do lat 70. kwasy były przewożone w wagonach garnkowych, jednakże naczynia te były podatne na uszkodzenia. Dodatkowo przelewanie kwasu wymagało syfonowania. W latach 70. powstała pierwsza w Polsce cysterna do przewozu stężonego kwasu. Cysterna ta powstała przez przebudowanie wagonu 408R poprzez dodanie okładziny gumowej odpornej na działanie kwasu. Nowa cysterna otrzymała oznaczenie 408Rc.

### Projekt i budowa
W 1984 roku w ramach pracy nad nowymi wagonami zgodnymi z wymaganiami UIC i RID zaprojektowano cysterny 438R. Wagony te posiadały wiele części zunifikowanych z innymi cysternami, co ułatwiało ich eksploatację. Prototyp nowej cysterny wykonano w 1985 roku. Testy odbyły się w Zakładach Azotowych w Tarnowie.
Produkcja seryjna rozpoczęła się w 1986 roku i trwała do 1989 roku. W sumie wyprodukowano 233 wagony tego typu. Dodatkowo powstały dwie odmiany 438Ra do oleju rzepakowego oraz 438Rb do polioctanu winylu, których wyprodukowano łącznie 91.

## Konstrukcja
Wagon jest typową cysterną jednozbiornikową osadzoną na ostoi, opierającą się na dwóch dwuosiowych wózkach. Większość elementów jest zunifikowanych w stosunku do innych wagonów. Wagon jest wyposażony w hamulec zespolony Oerlikona oraz hamulec ręczny postojowy indywidualny. Długość całkowita wagonu wynosi 13040 mm, szerokość 3100 mm, wysokość 4210 mm od główki szyny. Masa własna wagonu to 23 tony, natomiast granica obciążenia 57,5 t.

### Zbiornik
Zbiornik ma pojemność 53,3 m³, jest wykonany z blach 8 mm ze stali węglanowej. Armatura ze względu na rodzaj przewożonego ładunku została wykonana z wykładziny gumowej. Zbiornik został usztywniony 4 pierścieniami z ceownika. Na środku zbiornika na górze znajduje się zawór wlewowy 150 mm oraz wylewowy 80 mm. Wagon został wyposażony również w dwa wejścia służące do oczyszczania zbiornika.

### Układ jezdny
Wagon opiera się na dwóch dwuosiowych wózkach 26TNa. Konstrukcja ostoi pozwala na jazdę z prędkością maksymalną 120 km/h przy pustym zbiorniku oraz 100 km/h przy pełnym. Wagon może bezpiecznie się poruszać po łukach o promieniu nie mniejszym niż 35 m. Rozstaw czopów skrętu wynosi 8 m.

## Oznaczenie literowe
Wagon ma oznaczenie Zacs:
- Z – wagon cysterna
- a – wagon 4-osiowy
- c – rozładunek pod ciśnieniem
- s – wagon dostosowany do poruszania się z prędkością 100 km/h